# Xpeng P7
La Xpeng P7 (cinese: 小鹏P7; pinyin: Xiǎopéng P7) è un'autovettura elettrica prodotta dalla casa automobilistica cinese Xpeng a partire dal 2020.

## Descrizione
Secondo modello del costruttore asiatico dopo la G3, la P7 è una berlina a quattro porte fastback di grandi dimensioni con una gestione elettrica differente e migliorata rispetto alla G3; la vettura adotta già l'hardware e i protocolli per supportare la guida autonoma di livello 3. La autonomia della batteria agli ioni di litio dalla capacità di 80,87 kWh, secondo il dato dichiarato, oscilla tra i 562 e i 706 km. La vettura è disponibile in due versioni entrambe con propulsori sincrono a magneti permanenti: una con motore e trazione posteriore da 267 CV, l'altra con trazione integrale e doppio motore su ambedue gli assi da 430 CV.
Xpeng P7 ha fatto il suo debutto mondiale al Salone dell'Auto di Shanghai 2019, con le vendite che sono iniziate il 29 giugno 2020.